# Масловы (деревня)
Масловы — деревня в Даровском районе Кировской области в составе Вонданского сельского поселения.

## География
Находится на расстоянии примерно 23 км на север от райцентра поселка  Даровской.

## История
Известна с 1873 года как починок Верховондангский (Масловы или Маслёнки), где было учтено дворов 5 и жителей 49, в 1905 13 и 95, в 1926 (деревня Масловы или Верховонданский) 21 и 123, в 1950 21и 72, в 1989 году учтено было 25 жителей.

## Население
Постоянное население  составляло 18 человека (русские 100%) в 2002 году, 4 в 2010.